# Strdimil palestinský
Strdimil palestinský (Cinnyris osea) je druh ptáka z čeledi strdimilovitých, žijící v některých oblastech Blízkého východu a subsaharské Afriky.

## Popis
Má dlouhý, černý a dolů zahnutý zobák. Samci mají tmavé peří, které je na světle částečně leskle modré či zelené, zatímco samice a mláďata mají peří zbarvené šedohnědě. Je 8 až 12 cm velký a jeho rozpětí křídel je 14 až 16 cm. Samci váží v průměru 7,6 gramů a samice 6,8 gramů.

## Potrava
Živí se hmyzem a nektarem.